# 乌戈利纳亚站
乌戈利纳亚站（羅馬化：Stantsia Ugolnaya）是俄罗斯滨海边疆区海参崴的一个铁路车站，距莫斯科雅罗斯拉夫尔站9255.4公里。于1893年投入使用。

## 列车
- 1（2）次列车（俄罗斯号）：莫斯科 - 海参崴
- 5（6）次列车（海洋号）：伯力 - 海参崴
- 7（8）次列车：新西伯利亚 - 海参崴
- 61（62）次列车：莫斯科 - 海参崴
- 207（208）次列车：新库兹涅茨克 - 海参崴
- 351（352）次列车：海参崴 - 苏维埃港
- 机场快线（每天海参崴站之克涅維基站间运营五次）[3]。